# كارلو روسوليلو
كارلو روسوليلو (بالإيطالية: Carlo Russolillo)‏ (مواليد 17 مارس 1957) هو ملاكم إيطالي، مثّل بلاده في الألعاب الأولمبية الصيفية 1980.

## روابط خارجية
كارلو روسوليلو على موقع اللجنة الأولمبية الدولية (الإنجليزية)
- كارلو روسوليلو على موقع أوليمبيديا (الإنجليزية)